# Jurques
Jurques (wymowaⓘ) – miejscowość i dawna gmina we Francji, w regionie Normandia, w departamencie Calvados. W 2013 roku liczba ludności wynosiła 696 mieszkańców. 
W dniu 1 stycznia 2017 roku z połączenia dwóch ówczesnych gmin – Jurques oraz Le Mesnil-Auzouf – utworzono nową gminę Dialan-sur-Chaîne. Siedzibą gminy została miejscowość Jurques. 